# Karl Landsteiner
Karl Landsteiner (Viena, Imperi Austrohongarès 1868 - Nova York, EUA 1943) fou un patòleg i professor universitari nord-americà, d'origen austríac, guardonat amb el Premi Nobel de Medicina o Fisiologia l'any 1930.

## Biografia
Va néixer el 14 de juny de 1868 a la ciutat de Viena, en aquells moments situada a l'Imperi Austrohongarès però que avui dia és la capital d'Àustria. Va estudiar medicina a la Universitat de Viena, on es doctorà el 1891. Posteriorment amplià els seus estudis i es graduà en química sota la supervisió de Hermann Emil Fischer. El 1908 fou nomenat professor de patologia, i posteriorment ho fou a La Haia així com a Nova York, on a partir de 1922 treballà al Rockefeller Institute for Medical Research.
Després d'obtenir la nacionalitat nord-americana durant la dècada del 1930, Landsteiner morí el 26 de juny de 1943 a la ciutat de Nova York a conseqüència d'un infart de miocardi.

## Recerca científica
L'any 1901 revolucionà el món mèdic amb el seu sistema modern de classificació dels grups sanguinis mitjançant la seva identificació per l'algutinació química de la sang. Per aquesta investigació l'any 1930 fou guardonat amb el Premi Nobel de Medicina o Fisiologia.
Posteriorment l'any 1937, amb la col·laboració del genetista Alexander S. Wiener, identificà el Factor Rh o Factor Rhesus.

## Reconeixements
En honor seu s'anomenà el cràter Landsteiner sobre la superfície de la Lluna.